# Ben Lamb
Benjamin 'Ben' Lamb (Tulsa, 31 maart 1985) is een Amerikaans professioneel pokerspeler. Hij won onder meer het $10.000 Pot Limit Omaha Championship van de World Series of Poker 2011 (goed voor een hoofdprijs van $814.436,-), één week nadat hij daarop in het $3.000 Pot Limit Omaha-toernooi nog eindigde als nummer twee (goed voor $259.918,- aan prijzengeld). Zijn eerste WSOP-titel viel samen met zijn tiende WSOP-cash.
Lamb verdiende tot en met juni 2014 meer dan $6.550.000,- in pokertoernooien (cashgames niet meegerekend) Hij luistert naar de bijnaam Benba.

## Wapenfeiten

### Eerste successen
Lamb werd in 2006 pokerprof en boekte datzelfde jaar zijn eerste grote toernooioverwinning. Hij won het $1.000 No Limit Hold'em-toernooi van de Scotty Nguyen Poker Challenge 2006 in Tulsa, goed voor een hoofdprijs van $53.671,-. Datzelfde jaar werd hij twaalfde in het $1.500 Pot Limit Hold'em-toernooi van de World Series of Poker 2006, waarmee hij voor het eerst prijzengeld won op de WSOP.
Lamb kwam op de World Series of Poker 2009 net te kort om zich te plaatsen voor de November Nine. Met zijn veertiende plaats in het Main Event van dat jaar verdiende hij toch $633.022,-, op dat moment veruit de grootste geldprijs in zijn carrière. Het $1.500 Pot Limit Omaha Hi/Lo 8-toernooi van de World Series of Poker 2010 was een jaar later het eerste WSOP-toernooi waarin Lamb zich naar een finaletafel speelde. Hij eindigde als vijfde.

### WSOP Player of the Year 2011
Op de WSOP 2011 bereikte Lamb verschillende mijlpalen. Eén week nadat hij nog nét naast zijn eerste WSOP-titel greep (door toedoen van toernooiwinnaar Sam Stein), won hij die alsnog in het duurste Omaha-toernooi van het evenement. De $1.074.354,- die hij in beide toernooien samen verdiende, was op dat moment het hoogste bedrag dat iemand ooit met Pot Limit Omaha-toernooien verdiende gedurende één jaargang van de WSOP. Bovendien zorgden zijn resultaten ervoor dat Lamb na 42 (van de 58) toernooien op de WSOP 2011 bovenaan het WSOP Player of the Year 2011-klassement stond. Hij werd daarna voorbijgestreefd door Phil Hellmuth, maar door een beter resultaat in het Main Event stond Lamb na afloop van alle 58 in Amerika gespeelde toernooien van de WSOP 2011 officieus opnieuw bovenaan in de tussenstand. Hellmuth speelde zich in het Main Event niet in het prijzengeld, terwijl Lamb zich kwalificeerde voor de November Nine. Hoewel de punten hem op dat moment nog niet officieel toegekend werden, was hij er door dit resultaat van verzekerd dat hij Hellmuth weer voorbij was. Lamb eindigde in de November Nine als nummer drie, achter Pius Heinz en Martin Staszko. Die derde plaats was goed voor nog $4.021.138,- aan prijzengeld en de definitieve titel WSOP Player of the Year 2011.

## Titels
Lamb won ook verschillende grote pokertoernooien die niet tot de WSOP behoren, zoals:
- het $1.000 No Limit Hold'em-toernooi van de Scotty Nguyen Poker Challenge 2006 in Tulsa ($53.671)
- het $500 No Limit Hold'em-toernooi van het United States Poker Championship 2006 in Atlantic City ($60.000,-)
- het $300 Pot Limit Omaha-toernooi van de Cherokee Poker Classic 2006 in Tulsa ($20.971,-)
- het $1.000 No Limit Hold'em-toernooi van de Scotty Nguyen Poker Challenge IV 2007 in Tulsa ($47.596,-)

## WSOP
| Jaar                       | Toernooi                                     | Prijs      |
| -------------------------- | -------------------------------------------- | ---------- |
| World Series of Poker 2011 | $10.000 Pot Limit Omaha Championship         | $814.436,- |
| World Series of Poker 2023 | $10.000 Omaha Hi-Lo 8 or Better Championship | $492.795,- |